# 史蒂夫·达尔科夫斯基
史蒂夫·达尔科夫斯基（英語：Steve Dalkowski，1939年6月3日—2020年4月19日
），美國職棒小聯盟退休左撇子投手，被譽為棒球史上最快的投手，其快速球可達時速100 mph（每小時160.9公里）。部分人認為它達110 mph（177公里/小時），亦有認為是105 mph（169公里/小時）或以下。健力士世界紀錄大全所記錄的最快投球是105.1 mph（169.1公里/小時），由阿羅魯迪斯·查普曼所保持。 由於當時並無量度其速率的儀器，所以其投球究竟有多快無人清楚知曉。因為其投球之快，使他有著「白色閃電」的外號。

## 電影
導演Ron Shelton在1988年的電影Bull Durham，其中一個角色便以Dalkowski為藍本。

## 棒球事業
Dalkowski在高中時開始玩棒球，當時他還玩美式足球，當新不列高等學校的四分衛。1955年和1956年，他們學校曾獲組別冠軍。不過，其棒球更為出色，現在仍保持了康乃狄克州的一項紀錄：一場賽事，三振24次。
1957年畢業後，他即時被巴爾的摩金鶯以四千元招攬入隊，在其D級在Kingsport的小聯盟支部工作。其整個九年的棒球事業，就都在九個不同的小聯盟賽事中度過。他只在巴爾的摩金鶯的紀念球場出現過一次，是1959年的表演賽。

## 以後的生活
1960年代後他的生活很少為人知，一來是他記憶力減退，二來是他沒跟家庭保持聯絡。
1965年他和教師麗娜·摩爾（Lina Moore）結婚，兩年後便離婚。

## 逝世
2020年4月19日，因感染2019冠狀病毒病於康乃狄克州的醫院病逝，享壽80歲。